# Anita Cobby
Anita Lorraine Cobby (née Lynch ; 2 novembre 1959 - 2 février 1986) était une Australienne de 26 ans originaire de Blacktown, en Nouvelle-Galles du Sud, qui a été kidnappée alors qu'elle rentrait chez elle depuis la gare de Blacktown autour de 22 heures le 2 février 1986, avant d'être violée et assassinée.
Deux jours après que ses parents aient signalé sa disparition, le corps d'Anita Cobby a été découvert par un homme dans un enclos de sa ferme à Prospect, en Nouvelle-Galles du Sud. Les enquêtes ont conduit à l'arrestation de cinq hommes, qui ont ensuite été reconnus coupables de son enlèvement, de son viol et de son meurtre le 10 juin 1987. Chacun d'eux a été condamné à la réclusion à perpétuité, sans possibilité de libération conditionnelle, le 16 juin 1987.
À leur arrivée sur les lieux du corps, les autorités ont constaté qu' Anita avait subi une attaque prolongée et violente, avec de multiples blessures, ainsi que des lacérations dues au fait d'avoir été roulée et traînée à travers des barbelés. Elle présentait des signes évidents de coups de pied et de coups de poing avec des ecchymoses, des coupures et des écorchures couvrant une grande partie de son corps. La cause du décès est finalement le résultat d'une gorge tranchée, un acte qui, selon le médecin légiste, l'a « presque décapitée ». Le médecin légiste qui a pratiqué l'autopsie a également noté qu'Anita Cobby était « probablement encore consciente » au moment où sa gorge a été tranchée, et a estimé qu'il lui aurait fallu « entre 2 et 3 minutes » pour se vider de son sang.
Ce meurtre a reçu une large couverture médiatique et a été condamné par le public, notamment par des appels au rétablissement de la peine de mort.

## Vie privée
Anita Lynch est née à Sydney le 2 novembre 1959, de Garry Bernard Lynch, graphiste de la Royal Australian Air Force, et de Grace « Peggy » Lynch, infirmière. Adolescente, elle a participé à de nombreux concours de beauté, remportant notamment le concours Miss Western Suburbs en novembre 1979. Elle avait une carrière prometteuse en tant que mannequin. Cependant, elle a décidé de suivre les traces de sa mère et de devenir infirmière.
Anita a rencontré son futur mari, John Cobby, alors qu'elle étudiait pour obtenir son diplôme d'infirmière à l'hôpital de Sydney. Ils se sont mariés le 27 mars 1982. Au moment de son meurtre en 1986, le couple s'était séparé et Anita vivait avec ses parents à Blacktown. Selon John, lui et Anita étaient restés en bons termes,et ils avaient prévu de se réconcilier.

## Meurtre
Anita Cobby travaillait à Sydney et faisait  quotidiennement le trajet depuis son domicile à Blacktown. Le jour du meurtre, elle terminait son travail à l'hôpital de Sydney à 15 heures et rejoignait des amis pour dîner à proximité de Redfern . Elle a ensuite pris un train de la gare centrale en direction la gare de Blacktown . En arrivant à Blacktown, elle appelait généralement son père d'une cabine téléphonique, qui venait la chercher. Le jour de sa mort, elle a probablement décidé de rentrer chez elle à pied après avoir constaté que le téléphone était en panne et qu'aucun taxi n'était disponible à la station. A part ses assassins, seuls deux témoins ont vu Anita après avoir quitté la gare.
Pendant qu'elle marchait seul depuis la gare le long de Newton Road, Blacktown vers 22 heures, elle est repérée par cinq hommes a bord d'une voiture volée, une HT Holden Kingswood blanche. Deux hommes ont sauté de la voiture et l'ont traînée dans le véhicule, tandis qu'elle se debattait en donnant des coups de pied et en criant. Un adolescent, sa sœur cadette et sa mère ont entendu les cris dans la rue devant leur maison et sont sortis à temps pour voir Anita être forcé de monter dans la voiture des agresseurs. Le garçon a traversé la route en courant pour venir en aide, mais la voiture est partie avant qu'il ne l'atteigne. De retour chez lui, il a téléphoné à la police pour signaler ce qu'il avait vu. Quelques minutes plus tard, leur voisin et sa petite amie sont arrivés à la maison et, après avoir été informés de l'enlèvement, sont partis à la recherche de la voiture. Ils ont finalement emprunté Reen Road (maintenant connue sous le nom de Peter Brock Drive), à Prospect, et se sont arrêtés près de la Holden qui était vide. L'homme a utilisé un projecteur pour fouiller les alentours . Ne voyant rien dans le paddock et croyant que la voiture qu'il recherchait était un autre modèle de Holden, il est rentré chez lui. Les agresseurs ont déclaré plus tard qu'ils s'étaient cachés dans les hautes herbes pour éviter le projecteur et qu'ils avaient attendu que l'homme quitte les lieux.
Une fois à l'intérieur de la voiture sur Newton Road, Anita avait reçu l'ordre de se déshabiller mais avait refusé, suppliant ses agresseurs de la laisser partir et disant qu'elle était mariée et qu'elle avait également ses règles . Ses agresseurs l'ont frappé à plusieurs reprises, lui cassant le nez et les deux pommettes, avant de la forcer à pratiquer une fellation. Les agresseurs se sont ensuite rendus dans une station-service pour faire le plein de carburant avec l'argent volé de son sac à main. Elle a ensuite été conduite sur Reen Road jusqu'au paddock isolé, tout en étant maintenue dans la voiture, violée à plusieurs reprises et continuellement battue par ses cinq agresseurs. Ils l'ont ensuite sorti du véhicule, battue, traînée dans le paturage le long d'une clôture en fil de fer barbelé, où ils l'ont abandonnée et ont continué à abuser d'elle sexuellement et physiquement pendant un certain temps. Selon ses aveux enregistrés, l'un des agresseurs, John Travers, s'est alors inquiété du fait qu'Anita puisse les identifier parce qu'elle avait vu leurs visages et entendu leurs noms, et a convaincu les autres agresseurs de la tuer. Poussé par les autres, Travers lui trancha la gorge, lui coupant presque la tête.

## Enquète de police
Lorsqu' Anita n'est pas rentrée chez elle, ses parents ont d'abord pensé qu'elle avait passé la nuit chez une amie, mais après avoir appris qu'elle ne s'était pas présentée au travail le lendemain, ils ont signalé sa disparition, le 3 février. Le matin du 4 février, son corps nu a été retrouvé dans un pâturage par un fermier alerté du comportement inhabituelle de ses vaches. John Cobby son mari, a d'abord été soupçonné mais a rapidement été innocenté.
Le 6 février, le célèbre animateur de radio John Laws a obtenu une copie divulguée du rapport d'autopsie d'Anita Cobby, qui contenait des détails explicites sur ses blessures, et l'a lu en direct à l'antenne, ce qui a à la fois choqué et enflammé l'opinion publique. Le public australien a réagi avec colère en apprenant les détails du meurtre. Le gouvernement de l'État de Nouvelle-Galles du Sud offrait une récompense de 50 000 dollars australiens ( soit 112 000 $ en 2025 ) pour obtenir des informations menant à la capture des meurtriers d'Anita Cobby. Dans une interview accordée à Seven News en 2016, John Laws a déclaré qu'il l'avait fait parce qu'il estimait que « le grand public devait savoir » et que « cela suscitait la colère du public que des meurtres comme celui-ci se produisent et que nous ne recevions pas tous les détails ».
Le 9 février 1987, la police reconstituait les déplacements de la victime la nuit de sa disparition, dans l'espoir de raviver la memoire des voyageurs ou autres personnes qui aurait pu l'apercevoir. L'agent de police Debbie Wallace portait des vêtements similaires à ceux d'Anita et prenait le train de 21h12 pour Blacktown. Les détectives ont interrogé les passagers et leur ont montré des photos d'Anita pendant que Debbie Wallace marchait dans les wagons du train pendant le trajet.
À la suite d'un appel anonyme concernant le vol d'un vehicule de marque Holden et l'identité eventuelle des suspects, la police commença à rechercher John Travers, Michael Murdoch, et les frères Leslie, Michael et Garry Murphy, après avoir découvert que certains d'entre eux avaient des antécédents de violence et que John Travers avait la reputation de porter un couteaux. Le 21 février, la police arrêtait John Travers et Michael Murdoch au domicile de l'oncle de Travers et Leslie Murphy au domicile de John Travers. Michael Murdoch et Leslie Murphy ont été inculpé pour infraction liées à des vols et libérés sous caution par la police. John Travers qui a admis avoir volé une voiture, a fait des déclarations contradictoires sur le meurtre et a été placé en garde à vue. Pendant sa détention, il a demandé qu'on appelle une amie pour qu'elle lui apporte des cigarettes. Le numéro de téléphone a été transmis à la police chargée de l'enquête.
La femme, la tante de John Travers — plus tard surnommée « Miss X » — a accepté de participer à l'enquête, et a rencontré un officier pour lui donner des détails sur les antécédents de John Travers. Miss X a ensuite été emmenée pour parler à John Travers, acceptant de cacher un microphone d'enregistrement dans son soutien-gorge pendant qu'elle lui rendait visite dans sa cellule, et, a pu obtenir des aveux. Miss X s'est ensuite rendue au domicile de Michael Murdoch en portant un appareil d'enregistrement dissimulé pour enregistrer également ses déclarations sur bande. Finalement, cinq hommes ont été arrêtés et accusés du meurtre. Au total, 22 jours se sont écoulés entre le moment du meurtre et celui où tous les suspects ont été placés en détention.

## Auteurs
Les cinq hommes inculpés, qui ont tous plaidé coupable ou ont été reconnus coupables du meurtre, avaient plus de cinquante condamnations antérieures pour des délits tels que vol à main armée, agression, vol de voiture, introduction par effraction, consommation de drogue, évasion de garde à vue, recel de biens volés et viol.

### John Travers
John Raymond Travers, âgé de 18 ans en 1986, était considéré comme le chef du gang. Il a été élevé dans une relative pauvreté à Blacktown, l'aîné de huit enfants de parents adolescents célibataires. À l'âge de 14 ans, il était déjà alcoolique  et fut expulsé du lycée au cours de la 10eme année pour avoir continuellement perturbé les autres élèves. En dehors de ses études, John Travers occupait peu d'emplois et dépendait principalement des allocations de chômage comme source de revenus. Il a finalement été interné à Boys' Town, un centre de détention pour mineurs, par sa mère. Son père, avec lequel il n’a jamais entretenu de bonnes relations, a quitté le foyer en 1981. Trouvant difficile de subvenir aux besoins de la famille, John Travers a dû recourir au crime pour se nourrir, en volant par exemple des animaux pour les repas de la famille, notamment des poulets et des canards dans les foyers voisins. La santé de la mère de Travers s'est finalement détériorée et lui et ses frères et sœurs, ont été envoyés vivre dans des familles d'accueil pendant qu'elle était placée dans un hospice. Il avait des antécédents de comportement sexuel violent, envers les hommes et les femmes, ainsi que de bestialité ; pendant les périodes où il volait de la volaille pour les repas de sa famille, il aurait abusé sexuellement des oiseaux avant de les découper et de les cuisiner. Des témoins ont également raconté qu'à plusieurs reprises, John Travers avait acquis un agneau ou un mouton vivant pour le découper avant un barbecue, affirmant qu'il avait égorgé les animaux pendant qu'il les sodomisait et les maltraitait sexuellement, avant de découper et de rôtir la carcasse à la broche.

### Michael Murdoch
Michael Murdoch, âgé de 18 ans en 1986, était un ami d'enfance et un associé criminel de John Travers. Il a également passé une grande partie de son enfance dans des prisons pour mineurs, où il a subi des agressions sexuelles. Il était connu pour avoir écrit à des hommes politiques pendant cette période d’emprisonnement pour demander une protection contre de telles agressions.

### Les frères Murphy
Michael, Gary et Leslie Murphy, trois frères d'une famille de neuf enfants, ont également été accusés du crime.
- Michael Murphy, âgé de 33 ans, était l'aîné des neuf enfants Murphy. Il a été envoyé vivre avec sa grand-mère quand il avait 12 ans.
- Gary Murphy, 28 ans. Une déficience auditive avait affecté sa scolarité et il a dû quitter l'école tôt pour chercher du travail. Il était connu pour être un travailleur compétent et volontaire avant les crimes. Le vif intérêt de Gary pour les voitures l'a conduit à faire face à plusieurs accusations de vol de voiture dans les années précédant le meurtre.
- Leslie Murphy, âgé de 22 ans, était le plus jeune des frères et était connu pour avoir le pire tempérament. Il avait été traduit devant le tribunal pour enfants à de nombreuses reprises pour un certain nombre d'infractions liées au vol avant d'être accusé du meurtre d'Anita Cobby.

## Procès
Le procès a commencé à Sydney le 16 mars 1987. Avant le début du procès, John Travers a changé son plaidoyer pour finalement avouer sa  culpabilité. Le journal de Sydney The Sun a publié un article en première page le jour du début du procès, portant le titre « ANITA MURDER MAN GUILTY » à côté d'une grande photo de John Travers. L'article faisait également référence à Michael Murphy comme un évadé de prison sans emploi et sans domicile fixe, puis un autre article dans le même journal détaillait ses condamnations pénales et sa récente évasion du centre correctionnel de Silverwater, où il purgeait une peine de 25 ans pour une série de cambriolages et de vols. Le jury a été dissout en raison des informations potentiellement préjudiciables publiées au sujet de Michael Murphy.
Selon le rapport du médecin légiste, le corps d'Anita Cobby présentait de nombreuses ecchymoses sur la tête, les seins, le visage, les épaules, l'aine, les cuisses et les jambes, ce qui correspond à « un passage à tabac méthodique », y compris un « coup d'une force considérable autour de l'œil droit ». Elle avait également des lacérations aux hanches, aux cuisses et aux jambes causées par les barbelés, plusieurs coupures au cou entraînant la section de son oreille et de sa trachée, et, une quasi- décapitation. Le médecin légiste a témoigné plus tard qu'après que la gorge ait été tranchée, elle serait morte dans les deux minutes qui suivaient. Il a également témoigné que certains bulletins radio prétendument basés sur son propre rapport, contenaient des informations erronées sur le type et l'étendue des blessures d'Anita. Elle n'avait pas été mutilée, à part les coups de couteau au niveau de la gorge et des mains. Et elle n'avait pas été attaquée au couteau au niveau du ventre ou des parties génitales, et ses épaules n'avaient pas été disloquées.
Le procès des autres membres du gang a duré 54 jours, et la défense des hommes s'efforçant de convaincre le jury de leur implication minimale dans le passage à tabac et le meurtre. Le 10 juin 1987, tous les cinq ont été reconnus coupables d’agression sexuelle et de meurtre. Le 16 juin, ils ont tous deux été condamnés par la Cour suprême de Nouvelle-Galles du Sud à la réclusion à perpétuité et à une peine supplémentaire sans possibilité de libération conditionnelle . Le juge Alan Maxwell a décrit ce crime comme « l'une des agressions physiques et sexuelles les plus horribles. Il s'agit d'un meurtre calculé et commis de sang-froid. L'exécutif devrait accorder le même degré de clémence qu'il a accordé à sa victime. »

## Conséquences
Les parents d'Anita Cobby se sont associés à Christine et Peter Simpson, les parents de la victime du meurtre d'Ebony Simpson, pour créer le "Homicide Victims' Support Group (Aust) Inc.", un groupe de soutien communautaire qui aide les familles à faire face aux crimes odieux. Ses parents ont également fait campagne pour obtenir des peines plus sévères et des lois sur la vérité dans la détermination des peines, ce qui a été fait après le meurtre de d'Anita Cobby. Le père, Garry Lynch, est décédé le 14 septembre 2008, à l'âge de 90 ans, souffrant de la maladie d'Alzheimer. Sa mère, Grace, est décédée d' un cancer du poumon en 2013, à l'âge de 88 ans. Les Lynch étaient mariés depuis 54 ans au moment du décès de Garry.

## Emprisonnement
Michael Murphy a été incarcéré dans la prison de Long Bay en sécurité maximale. Durant son emprisonnement, il a été détenu à Long Bay, Maitland, Lithgow, puis a passé la majeure partie de ce temps à Goulburn jusqu'à ce qu'on lui diagnostique un cancer du foie. Il est décédé à l'hôpital de Long Bay le 21 février 2019 à l'âge de 66 ans.
Le matin du 25 juin 2019, Garry Murphy a été severement battu par plusieurs autres détenus dans le bloc des douches de Long Bay et a été transféré à l'hôpital dans un état critique.
En 2020, Michael Murdoch était incarcéré au centre correctionnel de Goulburn en sécurité maximale. Depuis sa condamnation, Michael Murdoch a passé du temps dans les centres correctionnels de Long Bay, Parklea, Windsor, Maitland, Bathurst, Lithgow, Junee et Goulburn.
Après le décès de Michael Murphy, le 22 février 2019, les services correctionnels de la Nouvelle-Galles du Sud ont confirmé que les quatre autres meurtriers étaient toujours en vie et purgeaient toujours leur peine d'emprisonnement à perpétuité dans divers centres correctionnels à sécurité maximale de la Nouvelle-Galles du Sud, mais il n'a pas été possible de révéler où ils étaient actuellement détenus.

## Mémorial
Un parc sur Sullivan Street, proche de la maison des parents d'Anita à Blacktown, a été nommé « Anita Cobby reserve » en sa mémoire.